# Calle de Menorca (Barcelona)

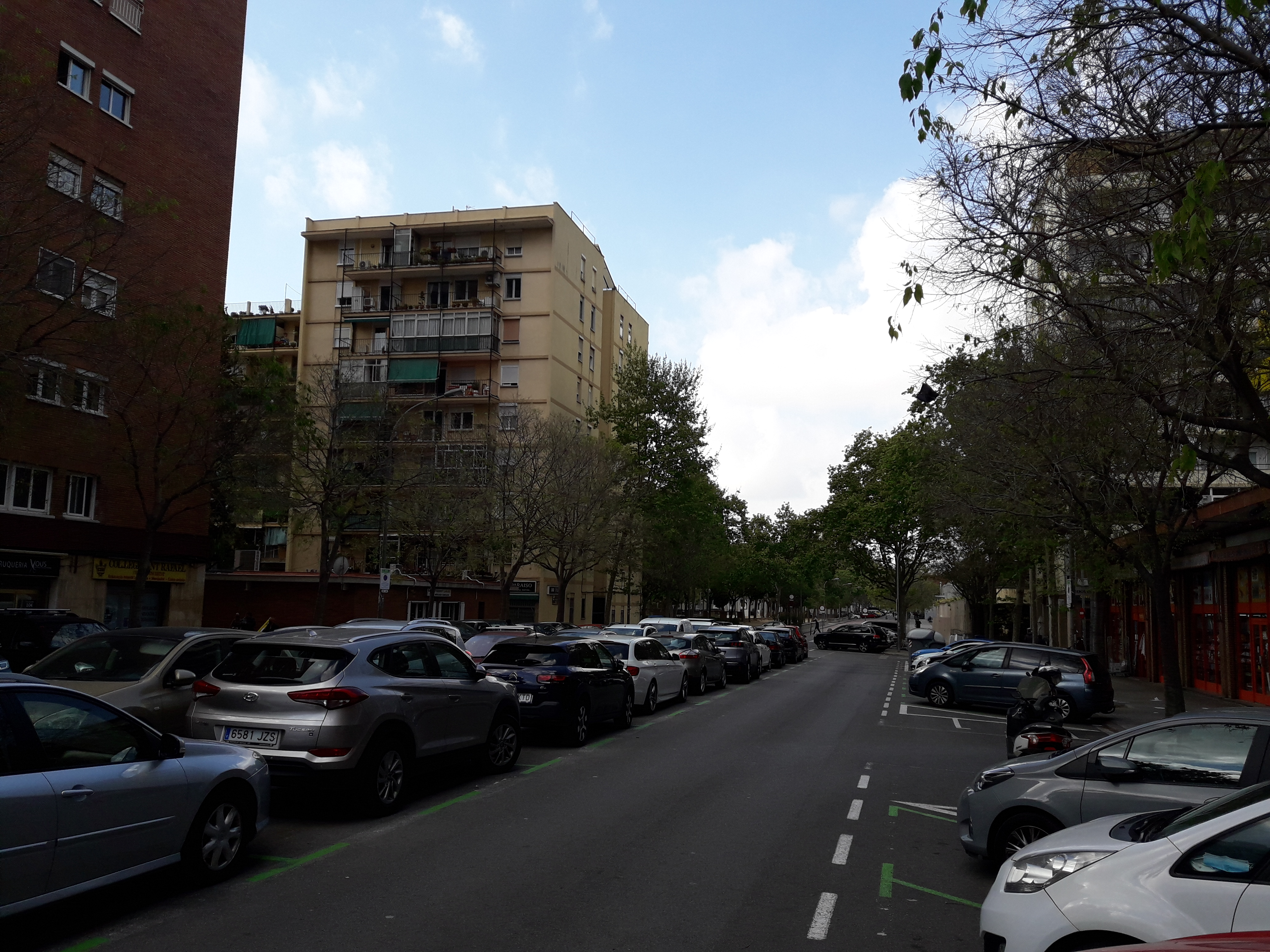
Calle de Menorca (Barcelona).

La calle de Menorca es una calle de los barrios de San Martín de Provensals y La Verneda de Barcelona. Recibe su nombre por Menorca, isla situada en el Mar Mediterráneo, que forma parte de las Islas Baleares. Su nombre actual fue aprobado el 7 de julio de 1942 y forma parte del conjunto de calles de esos barrios dedicadas a zonas de la geografía española como ciudades, regiones, islas o comarcas. Aparece en el Plan Cerdá con la letra J. La zona que ocupa fue edificada durante el franquismo con edificios de construcción pública para dar cabida a los llegados desde otras regiones de España. Enlaza con la rambla de Prim y transcurre paralela a la calle de Huelva y a la rambla de Guipúzcoa.